# Drużynowe Mistrzostwa Świata Par Strongman 2000
Drużynowe Mistrzostwa Świata Par Strongman 2000 – doroczne, drużynowe zawody siłaczy, rozgrywane w zespołach złożonych z dwóch zawodników, reprezentujących ten sam kraj.
Data: 2000 r.

Miejsce:  Węgry

WYNIKI ZAWODÓW:
| Miejsce | Zawodnicy                              | Kraj              | Punkty |
| ------- | -------------------------------------- | ----------------- | ------ |
| 1.      | Pasi Paavisto, Janne Virtanen          | Finlandia         | 46     |
| 2.      | Jarosław Dymek, Mariusz Pudzianowski   | Polska            | 39     |
| 3.      | Berend Veneberg, Wout Zijlstra         | Holandia          | 37     |
| 4.      | Magnus Samuelsson, Torbjörn Samuelsson | Szwecja           | 31     |
| 5.      | László Fekete, Tibor Mészáros          | Węgry             | 29,5   |
| 6.      | Mark Philippi, Ken Brown               | Stany Zjednoczone | 28     |
| 7.      | Regin Vágadal, Rene Minkwitz           | Wyspy Owcze       | 27     |
| 8.      | Gerrit Badenhorst, Pieter de Bruyn     | Południowa Afryka | 24,5   |
| 9.      | Jamie Barr, Brian Bell                 | Szkocja           | 8      |